# NGC 864
NGC 864 ist eine Balken-Spiralgalaxie mit ausgedehnten Sternentstehungsgebieten vom Hubble-Typ SBc im Sternbild Walfisch südlich der Ekliptik. Sie ist schätzungsweise 72 Millionen Lichtjahre von der Milchstraße entfernt und hat einen Durchmesser von etwa 95.000 Lj.
Im selben Himmelsareal befinden sich die Galaxien IC 214 und IC 1786.
Das Objekt wurde am 25. Oktober 1785 von Wilhelm Herschel entdeckt.